# Јуинг (Илиноис)
Јуинг (енгл. Ewing) град је у америчкој савезној држави Илиноис.

## Демографија
По попису из 2010. године број становника је 307, што је 3 (-1,0%) становника мање него 2000. године.
| Група             | 2000.       | 2010.       |
| Белци             | 306 (98,7%) | 304 (99,0%) |
| Афроамериканци    | 0 (0,0%)    | 0 (0,0%)    |
| Азијати           | 0 (0,0%)    | 0 (0,0%)    |
| Хиспаноамериканци | 4 (1,3%)    | 3 (1,0%)    |
| Укупно            | 310         | 307         |